# Cimitero degli Inglesi

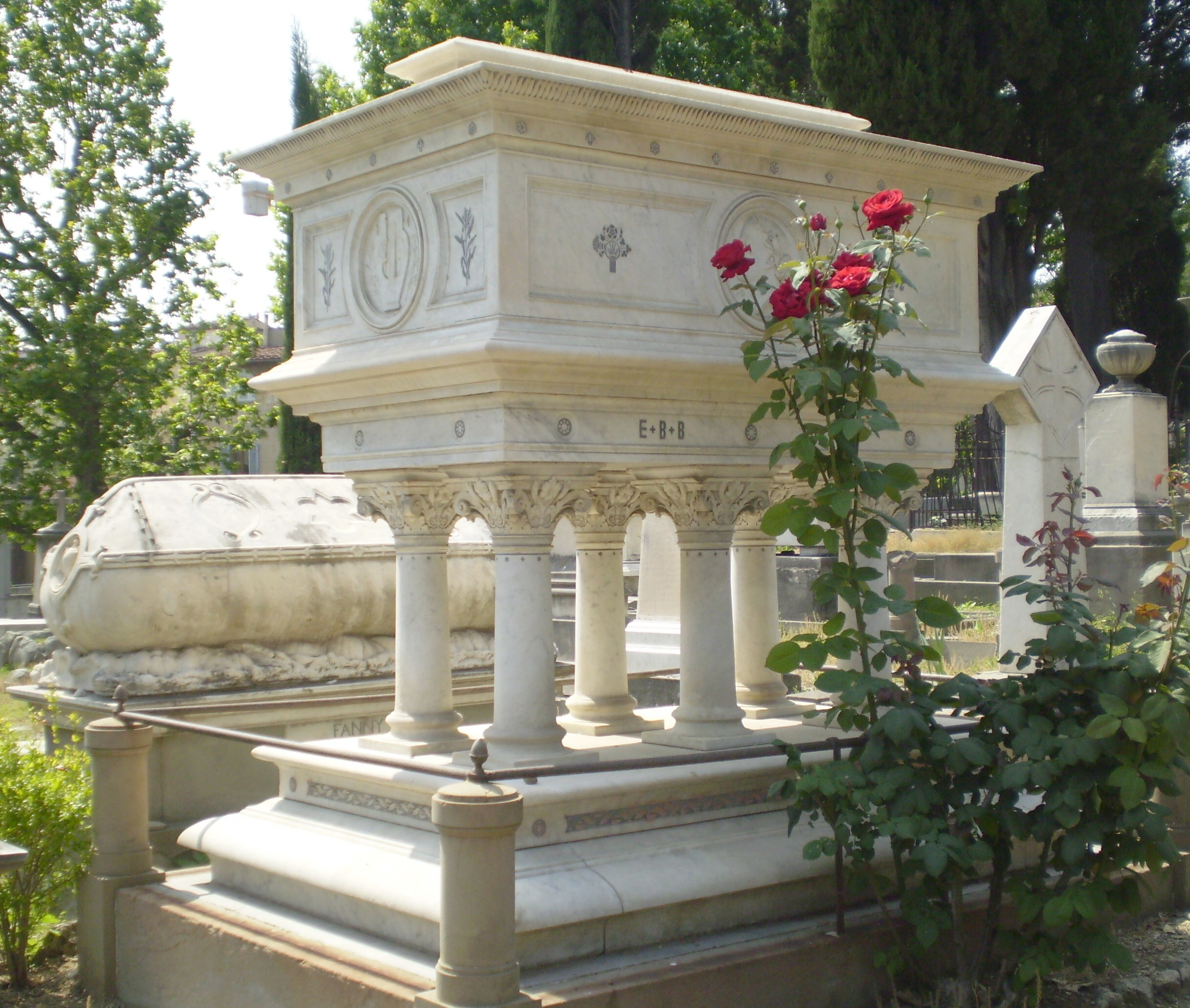
Grobowiec Elizabeth Barrett Browning

Cimitero degli Inglesi, Cmentarz Anglików – cmentarz protestancki we Florencji. Budowę sfinansowano w 1827. Do 1875 zostały tutaj pochowane 433 osoby.

## Pochowani
Wybrane pochowane na cmentarzu osoby to: 
- Elizabeth Barrett Browning
- Walter Savage Landor
- Arthur Hugh Clough